# Oligomyrmex minimus
Oligomyrmex minimus är en myrart som först beskrevs av Carlo Emery 1900.  Oligomyrmex minimus ingår i släktet Oligomyrmex och familjen myror. Inga underarter finns listade i Catalogue of Life.